# Бургос, Хосе

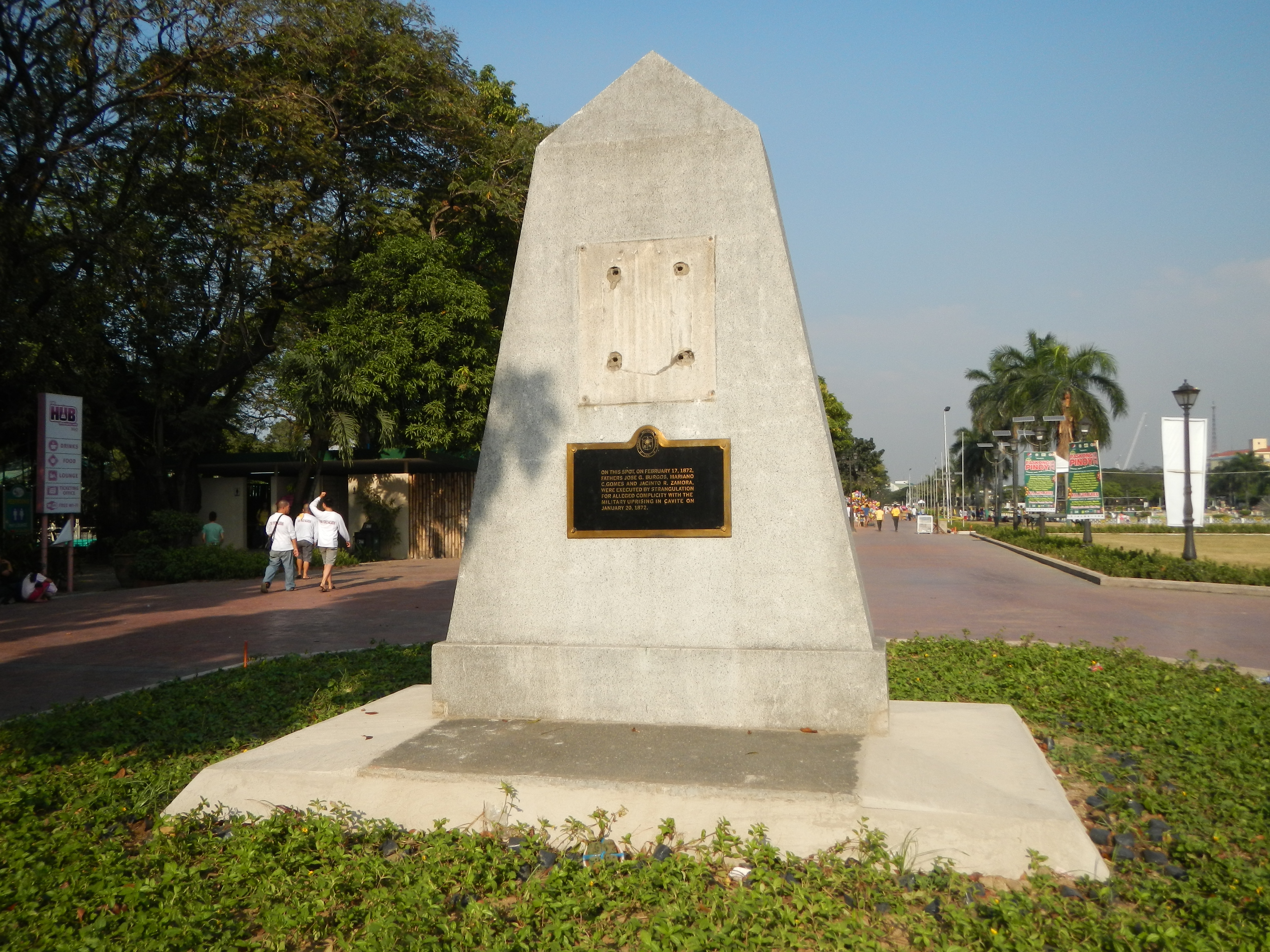
Памятник трём священникам в парке Хосе Рисаля, Манила

Хосе Бургос, полное имя Хосе Аполонио Бургос-и-Гарсия (исп. José Apolonio Burgos y García, 9 февраля 1837 года, Виган, остров Лусон, Филиппины — 17 февраля 1872 года, Манила, Филиппины) — филиппинский католический священник, казнённый в Маниле по обвинению в подрывной деятельности против колониальных властей Филиппин. Входит в группу из трёх священников, которая на Филиппинах называется «Гомбурса». Национальный герой Филиппин.

## Биография
Родился 9 февраля 1837 года в городе Виган в семье испанского офицера Хосе Тибурсио Бургоса и его жены-метиски Флоренсии Гарсии. Обучался в Коллегии Сан-Хуан-де-Летран и университете Санто-Томас, где получил три научных степени бакалавра, две степени магистра и две степени доктора наук.
Во время колониальной эпохи местное население на Филиппинах подразделялось на четыре социальные группы по расовому признаку (1 — испанцы из метрополии, 2 — испанцы, рождённые в колониях, 3 — метисы, проживавшие в городах, 4 — метисы и аборигены, проживавшие в сельской местности). Хосе Бургос принадлежал к третьей социальной группе. Будучи священником, призывал к изменению социального положения метисов и реформированию политической и колониальной системы на Филиппинах. Разделение по социальному признаку в то время существовало и в церкви. Важные церковные посты занимали испанцы, местное же епархиальное духовенство на приходах в основном было метисами. Хосе Бургос выступал за более широкие права местных священников во внутренней жизни церкви.
В 1864 году издал в Маниле анонимный памфлет, в котором критиковал расовые предрассудки, которые в то время существовали среди церковной иерархии и защищал реформаторские взгляды местного духовенства. Написал несколько статей в ответ на критику его взглядов. Деятельность Хосе Бургоса была привлекла внимание колониальных властей и он получил уважительное признание среди либеральных деятелей в Испании. Новоназначенный генерал-губернатор, известный своими либеральными взглядами, пригласил Хосе Бургоса ехать с ним рядом в карете во время инаугурационной процессии, несмотря на то, что это место было предназначено для манильского архиепископа.
После назначения губернатором Рафаэля де Искердо-и-Гутьерреса начался реакционный период, во время которого была введена цензура и запрещена политическая деятельность местных реформаторов. Во время правления Рафаэля де Искердо-и-Гутьерреса состоял в членах подпольного братства, в котором состояли также Хосе Мария Баса, Амбросио Риансарес Баутиста, Максимо Патерно и Агустин Мендоса. Эта группа собиралась в доме священника Санта-Крус и издавала листовки под названием «Eco de Filipinas», которые публиковались в Мадриде.
После военного мятежа 20 января 1872 года на форте Сан-Филипе сержант Бонифасио Октавао показал на допросе, что восстание поднял некий солдат Салдуа по призыву Хосе Бургоса. На перекрёстном допросе показания этого сержанта оказались противоречивыми, тем не менее, генерал-губернатор Рафаэль де Искердо-и-Гутьеррес возложил на Хосе Бургоса и на двоих священников Мариано Гомеса и Хасинто Самору непосредственную вину за мятеж. 6 февраля суд приговорил троих священников к публичной казни. Они были казнены с помощью гаротты 17 февраля на площади Лунета (сегодня — Национальный парк имени Хосе Рисаля) в Маниле.

## Сочинения
- Manifesto
- La Lobra Negra

## Память
- В честь Хосе Бургоса названы следующие населённые пункты на Филиппинах:
  - Муниципалитет Бургос в провинции Северный Илокос;
  - Муниципалитет Бургос в провинции Южный Илокос;
  - Муниципалитет Бургос в провинции Исабела;
  - Муниципалитет Бургос в провинции Ла-Унион;
  - Муниципалитет Бургос в провинции Пангасинан;
  - Муниципалитет Бургос в провинции Северный Суригао.
  - Муниципалитет Падре-Бургос в провинции Кессон;
  - Муниципалитет Падре-Бургос в провинции Южный Лейте;
- 30 декабря 1913 года в парке Хосе Рисаля был установлен памятник, посвящённый трём казнённым священникам.
- На территории университета Дилиман в городе Кесон около Церкви Святой Жертвы установлен памятник «Гомбурса».